# Wind River Range
Wind River Range je horské pásmo Skalnatých hor v západním Wyomingu v USA. Pásmo se táhne zhruba od severozápadu k jihovýchodu v délce 160 km. Pohořím prochází Velké kontinentální rozvodí, přičemž prochází i přes nejvyšší vrchol Gannett Peak, který dosahuje výšky 4207 metrů nad mořem. V pohoří je více než čtyřicet vrcholů přesahujících 3962 m. Dvě velká chráněná území (national forest) zahrnující tři přírodní rezervace se stupněm ochrany Ib pokrývají značnou část pohoří. Shoshone National Forest je na východní straně předělu, zatímco Bridger-Teton National Forest je na západní straně. Obě chráněná území a celé pohoří jsou nedílnou částí Greater Yellowstone Ecosystem. Část pohoří leží v indiánské rezervaci Wind River.

## Geologické poměry
Pohoří je tvořeno především horninami granitického batolitu, který vznikal hluboko pod zemským povrchem před 1 miliardou let (Ga). Před více než 100 miliony lety (Ma) byly erodovány horniny kryjící batolit, který byl postupně vyzdvižen laramickým vrásněním. Eroze pokračovala až zůstaly pouze granitické horniny. V době ledové před 500 tisíci lety (ka) bylo pohoří přemodelováno ledovci do dnešní podoby. V pohoří vzniklo mnoho ledovcových jezer a karů, z nichž je patrně nejznámější Cirque of the Towers v jižní části pohoří. V Shoshone National Forest je v současnosti 16 pojmenovaných a 140 nepojmenovaných ledovců z celkového počtu 156 ledovců na východní straně pohoří, dalších 27 ledovců je na západní straně v Bridger-Teton National Forest. Několik z nich patří k největším ledovcům ve Skalnatých horách v USA. Gannett Glacier na severní straně Gannett Peaku je vůbec největší jednotlivý ledovec ve Skalnatých horách v USA, leží ve Fitzpatrick Wilderness v Shoshone National Forest.

## Vodopis
Ve Wind River Range pramení několik velkých řek. Green River a Big Sandy River odvádějí vody ze západní strany pohoří, zatímco Wind River odvádí vody z východní strany přes Shoshone Basin. Green River je největší přítok Colorada. Wind River se coby Bighorn River vlévá zprava do Yellowstone River.
V chráněném území Bridger Wilderness leží více než 1300 jezer, jejichž velikost je v rozmezí od méně než 1,2 hektarů po více než 80hektarové – s průměrem někde okolo 4 hektarů. V minulosti jezera a vodní toky Bridger Wilderness byly zcela bez ryb, jako většina horských jezer ve Skalnatých horách. První známé vysazení pstruhů (Oncorhynchus clarki pleuriticus) se uskutečnilo v roce 1907 na jezeře North Fork. Významné vysazování ryb provedla U.S. Forest Service a Wyoming Game & Fish Department mezi lety 1924 a 1935.

## Biota
Wind River Range jsou známé malou populací medvěda grizzly vyskytující se v nejsevernější části pohoří. Další savci v pohoří jsou medvěd baribal, jelen wapiti, los evropský, jelenec ušatý, vidloroh americký, ovce tlustorohá a rosomák sibiřský. V oblasti Wind River Range se vyskytuje na 300 druhů ptáků – mimo jiné i orel bělohlavý. Vodní toky a jezera jsou domovem pstruha Oncorhynchus clarkii, pstruha duhového, sivena amerického, pstruha obecného a sivena obrovského i poddruhu pstruha duhového Oncorhynchus mykiss aguabonita – okolo 2,5 milionů jich bylo vysazeno Finisem Mitchellem a jeho ženou během velké hospodářské krize. V lesích převládají borovice pokroucená, borovice Pinus albicaulis, jedle plstnatoplodá a smrk Engelmannův.
Podél pohoří prochází migrační cesty mnoha zvířat, některé migrační cesty vedou horskými průsmyky, jako je například Jižní průsmyk (South Pass, 2301 m) na jihu. Přes South Pass vedla oregonská stezka z Independence v Missouri.
Kromě průsmyku South Pass, který leží v nejjižnější části pohoří, neprochází pohořím jiná cesta než v Union Pass (2807 m) na severním konci.

## Galerie

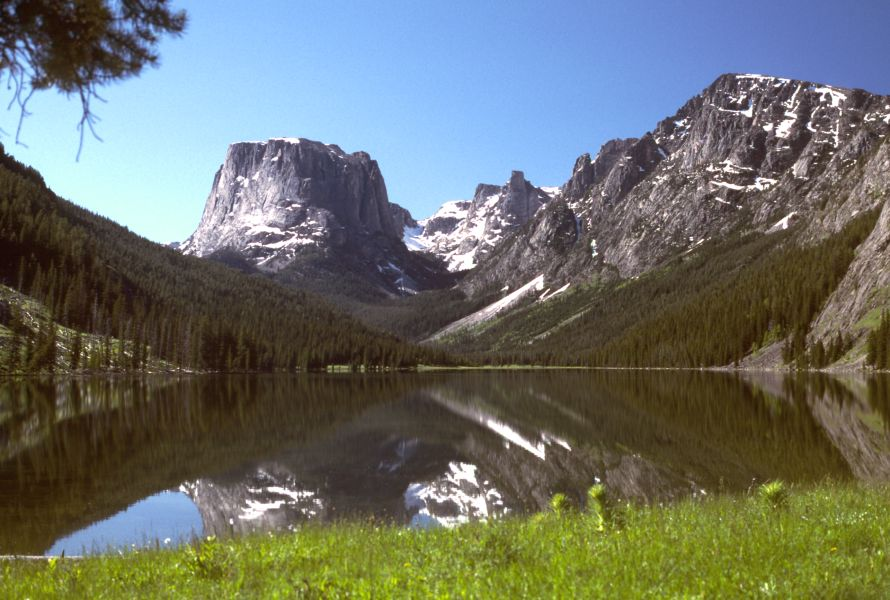
Green River Lakes a Squaretop Mountain
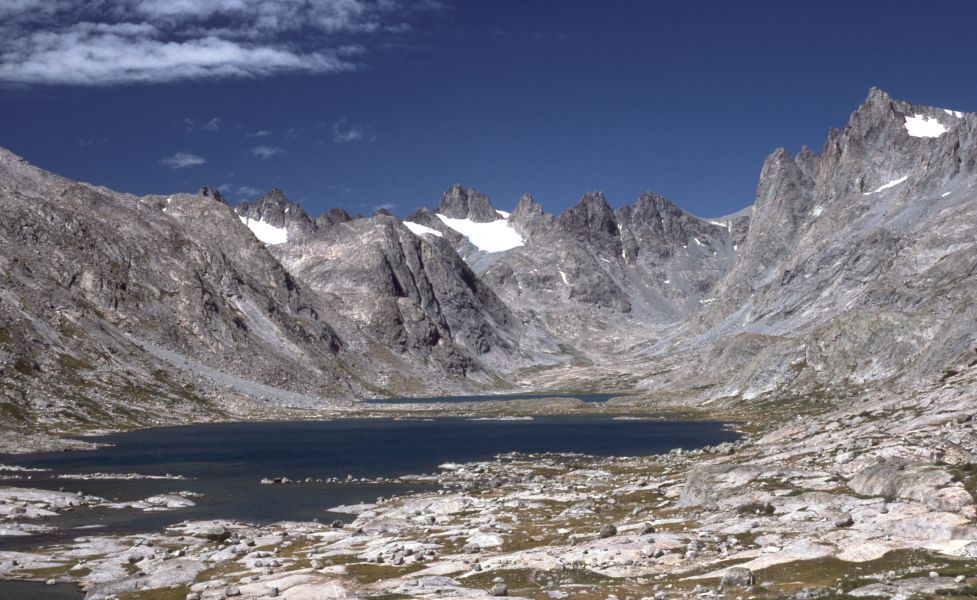
Titcomb Lakes
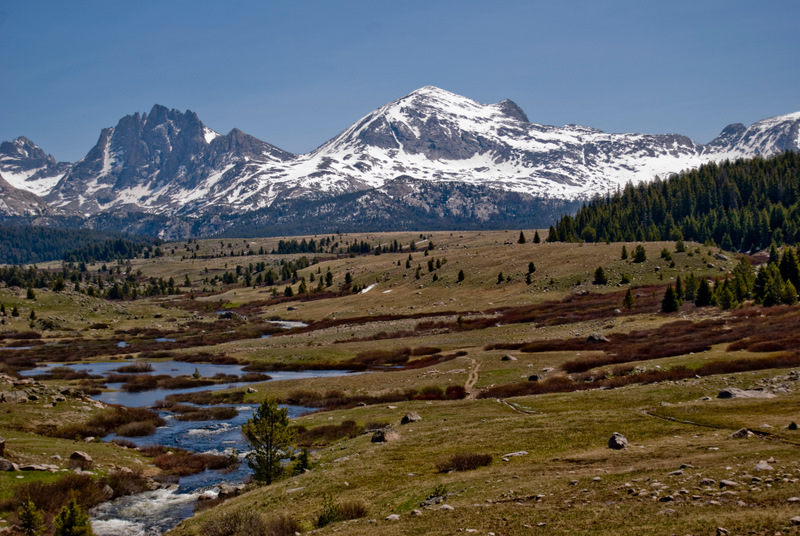
Pohled přes Bonneville Basin na Mount Bonneville a Raid Peak